# Heartland (könyvsorozat)
A Heartland a Lauren Brooke álnéven alkotó Linda Chapman brit írónő sok részből álló regénysorozata, melynek első kötete 2000-ben jelent meg. Amy Flemingről szól, aki különleges érzékkel bánik a lovakkal. Ezt a képességét anyjától örökölte, aki azonban a történet elején meghal egy viharban. A kislány magára marad, ám úgy dönt, folytatja anyja feladatát: lelkileg és testileg sérült lovakon segít. A történetben fontos szerepet játszik a szabadidomítás, jó néhányszor találkozhatunk western lovaglással, díjugratással és még sok mással. A könyvből 2007-ben azonos című kanadai televíziós sorozat is készült, amely már több mint tíz évadon keresztül kíséri végig Heartland életét.

## Szereplők

### Amy Fleming
Amy különleges lány, a lovak iránti szeretetét, valamint azt a különleges képességet, melyet sokan "suttogásnak" neveznek anyjától örökölte. Békés élete azonban fenekestül felfordul mikor édesanyja, Marion Fleming egy viharban meghal. Mivel Amy vette rá a nőt, hogy a vihar ellenére induljanak el, és mentsenek meg egy lovat, így a lány bűnösnek érzi magát anyja halála miatt. Ez a történet során többször szerepet játszik, Amynek időbe telik míg rájön, hogy ez valójában nem az ő hibája.
A viharban megmentett ló végül a saját lova lesz, s a Spartan nevet kapja. Amy és Spartan díjugratnak nagyon hosszú ideig, ám az utolsó részek során inkább a szabadidomítással (natural horsemanship) foglalkoznak.

### Samanta Louise Fleming
Lou Amy nővére. Egy angliai iskolában tanult mikor apjuk elhagyta a családot, ezután pedig egy New York-i irodában kezd dolgozni. Anyjuk halálakor azonban mindent otthagy, hazajön a Heartland farmra és kezébe veszi a farm irányítását. Lou, húgával ellentétben retteg a lovaktól, mióta apja egyszer megsérült. Egyedül a kis shetlandi pónit, Cukorfalatot (avagy a könyvbeli nevén: Sugarfoot-ot) közelíti meg bátran. Lou kreatív és szívügye a farm remek vezetése, mindent megtesz, hogy híressé tehesse, így rengeteg újítást vezet be amit a család (főleg Jack) nagyon nehezen de végül elfogad.

### Ty Borden
Tynak nehéz gyerekkora volt, anyja elhagyta, apja pedig sokat ivott. Ezután került egy javítóintézetbe. Jack Bartlett azonban magához veszi a fiút, aki lassan hozzászokik az itteni életet és szoros barátságot alakít ki Amyvel. Egy idő után azonban a barátság kezd inkább szerelemmé válni, ám Amy nem igazán meri ezt beismerni, ugyanis fél, hogy megváltozik a fiúval való kapcsolata. Azonban lassan rájön, hogy nem tud csak Ty barátja lenni. A történetben átvészelnek vitákat, szörnyűségeket, sérüléseket többször is.

### Jack Bartlett
Jack Marion apja, vagyis Amy és Lou nagyapja. Bár már nem túl fiatal, de ő maga is kiveszi rendesen részét a farm életében, s többször is szembekerül Lou farmalakító terveivel, hiszen nagyon ragaszkodik birtokához. Timmel, Amy és Lou apjával pedig rossz viszonya van, nem tudja elfeledni, hogy mit is tett Marionnal. Jack egyébként egykor hatalmas rodeós volt.

### Tim Fleming
Tim Lou és Amy apja. A család életéből azonban eltűnik, még mikor Amy 2 éves volt, ennek pedig a gyógyszerek, kábítószerek az okai. Tim azonban lassan összeszedi magát, s mikor Lou felveszi vele a kapcsolatot visszatér. Amy lassan tudja elfogadni apját, ám Jack még hosszabb ideig nem köt vele békét. Lassacskán a történet állandó szereplőjévé válik, miközben szorosabbra fűzi kapcsolatát lányaival.
Tim rodeós volt, egy sérülés azonban megakadályozza, hogy tovább folytassa. Kedves lova, Pegazus a történetben pusztul el.

### Scott Cardinal
Scott a Heartland farm állatorvosa, aki mindenben segít Amynek. Scott egy ideig együtt járt Louval, ám a kevés szabadidejük az együtt töltött idő kárára vált, ez a pár felbomlásához vezetett. Ty a későbbiekben gyakornokként csatlakozik Scotthoz.

### Ashley Stanton
Ashley a Brian Ridge (a könyv szerint: Green Birar) lovasiskola vezetőjének a lánya, egyben Amy ellensége. Ash gazdag, mindent megkap amit akar. Apollo nevű versenylovával többször indulnak Amy és Spartan ellen díjugratásban. A két lány közt komoly ellentét húzódik, azonban a Fleming és a Stanton család farmja közt is: Heartlandben sérült lovakon segítenek természetes gyógymódon, Brian Ridgeben azonban "gombnyomásra működő" tökéletes eredményt nyújtó versenylovakat képeznek durva módszerekkel. Amy és Ashley barátnők lesznek mikor Amy segít visszaszerezni Apollo-t, Ashley lovát.

#### Caleb Odell
A film szerint Amy-vel is volt együtt, de Ashley-t szerette akit nem sokkal a film vége felé feleségül vett. A fiú rodeózik. De a végén elveszíti Ashley-t, és segít Amy-nek és Ty-nak.

#### Melory Wells
Egy nagyszerű, vidám és életre kész kislányból nagylánnyá érik a forgatások idején. A családja Heartland mellett élt, s itt tanult lovagolni.

## Lovak

### Pegazus
Tim egykori lova, Marion sokat foglalkozott vele, s Amy számára pedig egy emléket jelent édesanyjáról. Az öreg ló azonban a történetben meghal, a 3. évad 13. epizódjában.

### Spartan
A herélt a balesetkor kerül Amyhez. A lány lassan megérti, hogy Spartan az egyetlen aki igazán tudja, hogy mit érez, hiszen ő is átélte a balesetet. Lassan közel kerülnek egymáshoz és díjugratni kezdenek együtt. Egy ideig még versenyekre is járnak. A könyvben azonban Spartant elviszi a régi tulajdonosa és helyébe Sundance lép, Amy új pónija. A filmben azonban mindvégig a lánnyal marad, s a végén még szabad idomításba is kezdenek.A sorozatban egy díjugrató versenyen eltöri a lábát de szerencsésen felépül.

### Apollo
Ashley versenylova, akinek a homlokán egy S betűre emlékeztető jegy van. Wal, Ashley édesanyja eladja de szerencsére Amy rátalál egy vágóhídra tartó kamionban így visszakerül a lányhoz.

### Harley
Ty lova akit Spartan keresése közben vesz meg egy aukción. Mikor Ty és Scott balesetet szenvednek Amy vele indul megkeresni őket.

### Köpcös
Caleb lova sok versenyen részt vettek. Nagyon fontos neki,de egy rodeós baleset miatt majdnem eladta, de észhez térítették.

### Foltos
Jack öreg lova még a rodeós búcsúztatásán kapta hálából, de lebénul és elaltatják.   

## Magyarul
- Heartland. A szeretet varázsereje; PonyClub, Bp., 2006–2011; Penny Girl, Bp., 2012–2013
  - 1. Hazatérés; 2006
  - 2. A vihar után; 2006
  - 3. Szabadulás; ford. Csaba Emese; 2006
  - 4. Új esély; ford. Csaba Emese; 2007
  - 5. Jöjjön, aminek jönnie kell; ford. Gordos Ágnes; 2007
  - 6. Egy nap majd rájössz; 2008
  - 7. A sötétből a fényre; ford. Csaba Emese; 2008
  - 8. Kötelékek; ford. Csaba Emese; 2009
  - 9. Minden új nap; ford. Csaba Emese; 2009
  - 10. A holnap ígérete; ford. Csaba Emese; 2010
  - 11. Bármi lehetséges; ford. Csaba Emese; 2010
  - 12. Előbb vagy utóbb; ford. Csaba Emese; 2011
  - 13. A legsötétebb óra; ford. Csaba Emese; 2011
  - 14. Minden változik; ford. Csaba Emese; 2012
  - 15. A szeretet ajándék; 2013
- Hazatérés. Heartland 1.; ford. Szabó Krisztina; Könyvmolyképző, Szeged, 2016 (Vörös pöttyös könyvek)
- Vihar után. Heartland 2.; ford. Szabó Krisztina; Könyvmolyképző, Szeged, 2017 (Vörös pöttyös könyvek)
- Szabadulás. Heartland 3.; ford. Szabó Krisztina; Könyvmolyképző, Szeged, 2018 (Vörös pöttyös könyvek)